# SN 2005kz
SN 2005kz – supernowa typu Ic odkryta 10 grudnia 2005 roku w galaktyce M+08-34-32. Jej maksymalna jasność wynosiła 17,61m.